# Северная Эстония

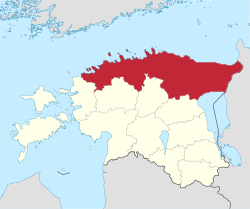
Северная Эстония в настоящее время в границах Эстонской республики.

Северная Эстония (Põhja-Eesti, также Северная Эстляндия) — историко-географический, этнокультурный, а также экономический регион, занимающий северную часть современной республики Эстония, вдоль южного побережья Финского залива. 
Северная Эстония в экономическом плане это самый густонаселённый, самый урбанизированный и самый развитый в плане инфраструктуры регион страны, на территории которого находится её столица — город Таллин, а также две крупнейших промышленные зоны страны, появившиеся в советское время — околостоличный Харьюмаа и пограничный с современной Россией Ида-Вирумаа. 
Исторически Северная Эстония представляет собой смешение нескольких языков и культур, проникших сюда в разное время — финно-угорской (эстонцы, финны), германской (шведы, датчане и немцы) и славянской (русские, украинцы, белорусы) — численно преобладающих в некоторых местах региона.

## История
В начале XIII века Северная Эстляндия была завоевана немецкими рыцарями Ордена Меченосцев и вассалами короля Дании Вальдемара II, и выделилась в особый регион страны, войдя в состав королевства Дания (См. Датская Эстония, позднее также Шведская Эстония). В этот период племена южной части страны в большей степени сохранили традиционный сельский уклад и продолжали испытывать влияние балтийских и славянских народов.

## Природа и достопримечательности
Северная Эстония известна своими песчаными пляжами, островками и крутыми скалами, обрывающимися у берегов Финского залива. 
Местами сохраняются лесные тропы, болота. Здесь расположен и крупнейший заповедник Эстонии — Лахемааский национальный парк, называемый «Страна заливов». 
Но главные достопримечательности региона — многочисленные старые усадьбы и развалины орденских замков и крепостей, церкви и монастыри .
- Усть-Нарва — спа-курорт «Северной Ривьеры».
- Алтья — рыбацкая деревня.
- Куремяэ — православный монастырь.
- Палмсе — мыза[2].